# Mike Bode
Mike Bode, född 1964, är en svensk konstnär och forskare samt Sveriges kulturråd i Turkiet sedan 2019.
Han har en konstnärlig doktorsexamen från Göteborgs Universitet / Valand konsthögskola och har ställt ut i hela världen[källa behövs]. Bland annat som del av konstnärskollektivet Candy Factory Projects, initierat av den japanska konstnären och kuratorn Takuji Kogo. Mellan 2011 och 2019 var han även kulturutvecklare på Region Jönköpings län där han de sista åren även arbetade med det interregionala samtidskonstprojektet Nya Småland tillsammans med den frilansande curatorn Jonatan Habib Engqvist.